# Palm Products GmbH
Palm Products GmbH (PPG) était un fabricant de synthétiseurs basé à Hambourg en Allemagne. Créé par Wolfgang Palm en 1975, PPG a fait faillite en 1987 mais la société Waldorf qui lui a succédé a également éprouvé des problèmes financiers.

## Histoire de la société
Wolfgang Palm était musicien dans différents groupes de Hambourg au début des années 1970. Avec l'aide de Chris Franke et Edgar Froese de Tangerine Dream, il crée sa société en 1975. Ses premières créations sont de classiques synthétiseurs analogiques modulaires ou portables, mais dès 1977 il expérimente l'usage de modules numériques. Peu convaincu par une approche entièrement numérique de la synthèse, il ajoute à ses claviers Wave des modules analogiques (filtres, amplificateurs) lui permettant de rivaliser avec la concurrence américaine de l'époque. C'est un succès. Malgré le prix élevé des Wave, les musiciens du début des années 1980 (David Bowie, Frankie Goes to Hollywood, Depeche Mode, Jean Michel Jarre, Gary Numan, Talk Talk, Ultravox, Steve Winwood, Stevie Wonder, etc.) sont séduits par le grand nombre de timbres disponibles. Les Wave sont constamment améliorés (mémoires, bus de connexions, résolutions de 8, puis 12 et 16 bits des tables d'ondes et des convertisseurs) et seront équipés de nombreux accessoires (HDU, Waveterm…).
En 1986, Palm étudie la possibilité de générer une synthèse numérique par modélisation et crée le Realizer, une puissante station de travail très en avance pour son époque. Malheureusement, le projet est bien trop ambitieux et, comme beaucoup d'autres sociétés, PPG subit de plein fouet la concurrence du célèbre Yamaha DX7. 
Après la mise en faillite de sa société en 1987, Wolfgang Palm, accompagné d'une partie de son équipe, fonde Waldorf, une nouvelle compagnie allemande de synthétiseurs. Le Microwave est le premier produit à sortir, en 1989. Il s'agit d'une version remaniée du PPG Wave, compactée dans un rack (sans clavier), et proposé à un prix très attractif. Le Waldorf Wave, version haut de gamme du Microwave,  sort quelques années plus tard. Il est doté de possibilités très étendues, d'un clavier et d'un grand panneau de contrôle couvert de boutons donnant un accès direct à pratiquement tous les paramètres; son prix élevé le réserve à une certaine élite.

## Les principaux produits PPG

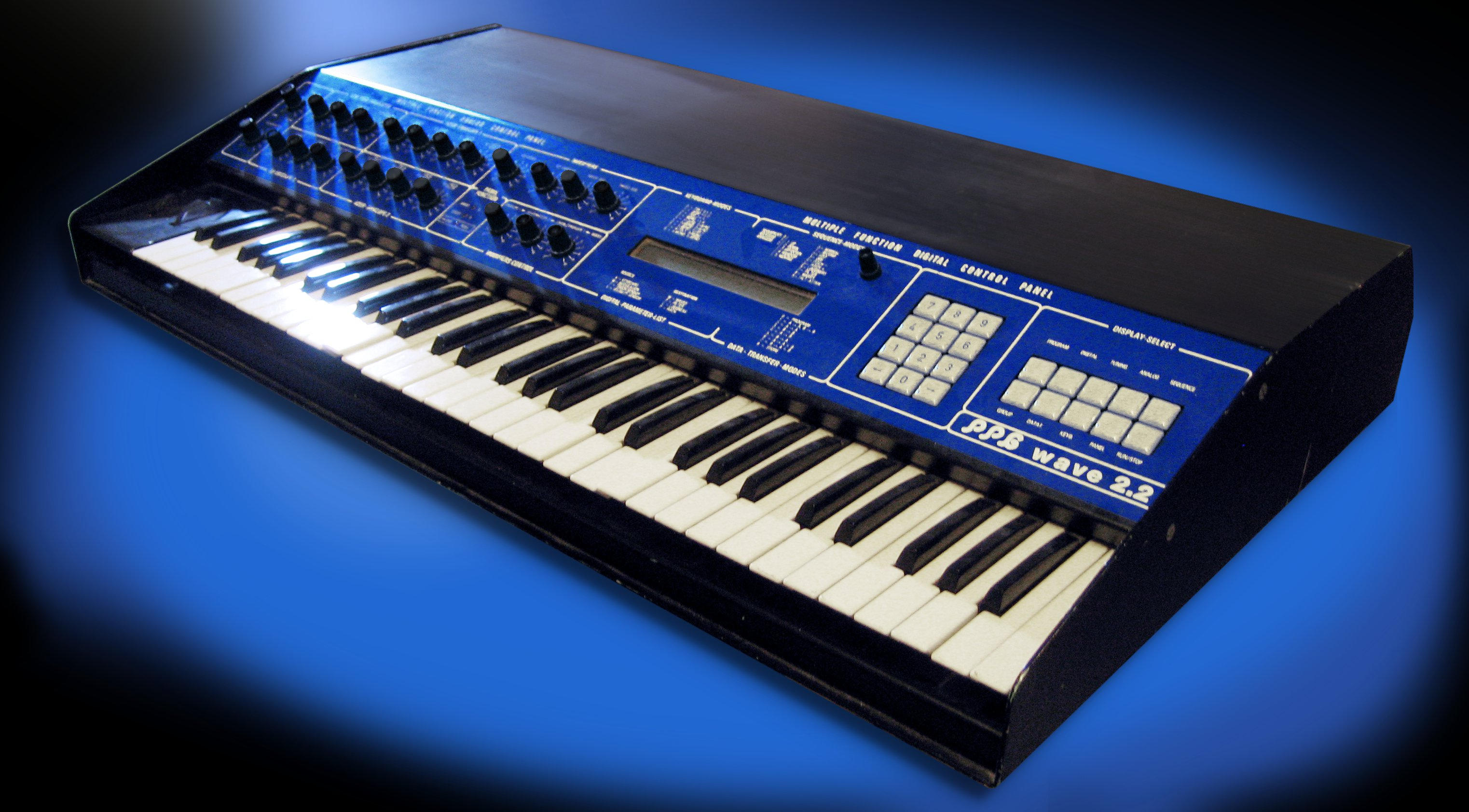
Un synthétiseur PPG Wave

- Série 100 (1975) - synthétiseurs analogiques modulaires
- Série 300 (1975) - synthétiseurs analogiques modulaires
- Séries 1002 et 1020 (1977) - synthétiseurs analogiques/numériques modulaires
- Systèmes 340/380 (1979) - synthétiseurs hybrides (analogique-numérique)
- Wavecomputer 360 A/B (1980) - synthétiseurs hybrides
- PPG Wave 2, 2.2, 2.3 (1981, 1987) - synthétiseurs hybrides
- PRK (1985) - clavier de commande et séquenceur
- Waveterm A/B (1985) - racks échantillonneurs et de traitement/création de tables d'ondes
- HDU (1986) - échantillonneur avec disque dur
- Realizer (1986) - station de travail musicale, restée à l'état de prototype

## Sources
- Présentation (en anglais) de PPG sur synthmeseum.com
- Site très bien documenté également en anglais